# Geertruida Wijthoff
Anna Geertruida (Truida) Wijthoff (Amsterdam, 30 augustus 1859 - Apeldoorn, 13 maart 1953), was een Nederlandse lerares wis- en natuurkunde.  

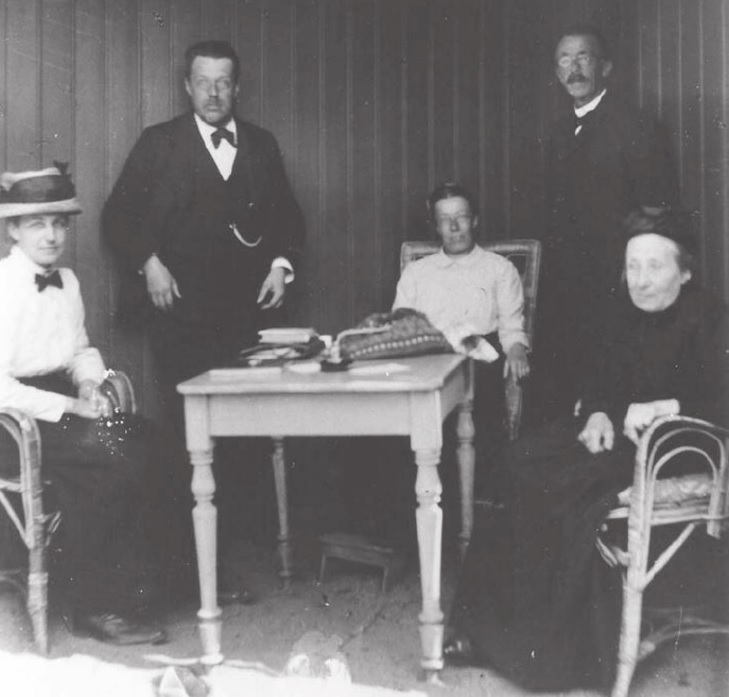
Bij elkaar in het theehuis in de tuin van Truida in Apeldoorn. Van links naar rechts: Anna Wijthoff, Willem Wijthoff, Truida Wijthoff, Julius Kerkhoven, Anna Catharina Wijthoff-Kerkhoven.

Truida is de oudste dochter van de lutherse Abraham Willem Wijthoff en Anna Catharina Frederika Kerkhoven. Haar vader was een van de zonen van de Amsterdamse suikerraffinaderij in P.G.L. Wijthoff & Zn.
De familie Wijthoff woonde eerst op de Lauriergracht 111, net naast de in 1880 afgebrande suikerraffinaderij. Daarna werd verhuisd naar de P.C. Hooftstraat 28 in Amsterdam. Truida's jongere zuster was de schrijfster Henriëtte Wijthoff. Haar jongste zus Anna was schilderes en illustratrice van kinderboeken. Haar jongere broer was de wiskundig adviseur en leraar wiskunde Willem Wijthoff.
In het najaar van 1881 meldde Geertruida zich als 22-jarige aan bij de studie Wis- en natuurkunde van het Athenaeum Illustre in Amsterdam. Zij en Marie du Saar, die zich datzelfde najaar aanmeldde voor Natuurkunde, waren daarmee de eerste vrouwen die na Aletta Jacobs gingen studeren. Ze werd lerares aan de meisjesschool in Middelburg van 1884 tot 1886. Daarna ging ze terug naar Amsterdam om te gaan werken voor het Administratiekantoor tot Beheer van Amerikaansche Spoorwegwaarden. Dit beleggingskantoor was eigendom van de Amsterdamse bankier Wertheim.
Evenals haar broer was zij een fervent oplosser van de problemenrubriek in het Nieuw Archief voor Wiskunde. Toen zij voor de vijfde maal een eervolle vermelding had gekregen voor de jaarlijkse prijsvraag werd ze in 1907 benoemd tot lid van verdienste van het Koninklijk Wiskundig Genootschap. Ook als ze in Apeldoorn gaan wonen wint ze nog vele keren de NAW-prijsvraag. In 1923 zou ze voor de tiende maal een eervolle vermelding krijgen.
Op 23 september 1898 huwde ze haar neef Julius Kerkhoven. Julius werkte als civiel ingenieur in Tjiandjoer en Tjilatjap op West-Java, en in
Padang en Batu Taba op Sumatra voor de Nederlands-Indische Spoorweg Maatschappij. Julius is de jongere broer van Rudolf Kerkhoven, de hoofdpersoon in Hella Haasses roman de Heren van de Thee. 
In 1914 is ze lid van de Apeldoornse afdeling van de 'Vereeniging tegen de Kwakzalverij. Tevens was ze eind negentiende eeuw betrokken bij het Maçonniek weekblad, een blad voor de Orde van Vrijmetselaren. Na het overlijden van Julius bleef ze in Apeldoorn wonen bij haar zus Henriëtte. Ze overleed in 1953 kinderloos op hoge leeftijd als laatste van de vier kinderen Wijthoff.